# Хуан Пабло Каррісо
Хуан Пабло Каррісо (ісп. Juan Pablo Carrizo, нар. 6 травня 1984, Емпальме-Вілья-Констітусьйон) — аргентинський футболіст, воротар парагвайського клубу «Серро Портеньйо».
Виступав, зокрема, за клуб «Рівер Плейт», а також національну збірну Аргентини.
Чемпіон Аргентини. Володар Кубка Італії.

## Клубна кар'єра
Народився 6 травня 1984 року в місті Емпальме-Вілья-Констітусьйон, провінція Санта-Фе. Вихованець футбольної школи клубу «Рівер Плейт». Дорослу футбольну кар'єру розпочав 2005 року в основній команді того ж клубу. Дебютував за першу команду 29 січня 2006 року в матчі проти «Тіро Федераль», зберігши ворота сухими (5-0). З наступного сезону Каррісо став основним голкіпером команди і допоміг «Ріверу» виграти Клаусулу 2008 року. Всього в крубі провів три сезони, взявши участь у 68 матчах чемпіонату. Відзначався досить високою надійністю, пропускаючи в іграх чемпіонату в середньому менше одного голу за матч.
Успіх в аргентинському чемпіонаті спровокував інтерес європейських клубів до молодого голкіпера і в літнє міжсезоння Каррісо перейшов в «Лаціо». «Бьянкочелесті» хотіли укласти контракт з воротарем ще роком раніше, але через бюрократичну плутанину довелося ненадовго відкласти його переїзд до Європи. Дебютував за «Лаціо» 31 серпня 2008 року, в матчі 1-го туру Серії A проти «Кальярі» (4:1). По приїзді Хуан втратив місце в стартовому складі вже протягом першого сезону, коли тренер команди Деліо Россі вирішив замінити його уругвайцем Фернандо Муслерою. Такий стан справ не влаштовував аргентинця, він неодноразово заявляв, що хоче бути основним голкіпером. 13 травня 2009 року Каррісо у складі «Лаціо» здобув свій перший європейський трофей — Кубок Італії. Проте у фінальному матчі проти «Сампдорії» також був на лаві запасних.
Через це після закінчення сезону відправився в оренду в іспанський клуб «Реал Сарагоса», у зворотному напрямку поїхав бразилець Матузалем. Дебютував за «Реал Сарагосу» 29 серпня 2009 року, в матчі 1-го туру чемпіонату Іспанії проти «Тенерифе» (1:0)). Каррісо розпочав сезон в основному складі, але незабаром програв конкуренцію Хав'єру Лопесу Вальєхо.
З літа 2010 до липня 2011 року перебував в оренді в рідному «Рівер Плейті», після чого повернувся в «Лаціо» і разом з Альбано Біссаррі став забезпечувати конкуренцію та підміну Фредеріко Маркетті. 10 грудня 2011 року вийшов на поле у матчі проти «Лечче», замінивши травмованого Маркетті. Після цього зіграв ще в одному матчі чемпіонату.
Другу половину сезону 2011/12 проводив в оренді в «Катанії». Він чудово дебютував у складі сицилійців 22 лютого 2012 року в грі проти «Сієни» (перемога 0-1) та провів хороший ігровий відрізок аж до повернення в Рим.
Сезон 2012/13 Каррісо знову проводив у «Лаціо» як дублер Маркетті й лише одного разу з'явився на полі в стартовому складі. Це був кубковий матч з «Сієною» 19 грудня 2012 року, який закінчився внічию 1:1. Додатковий час не виявило переможця, і Каррісо зміг проявити себе в серії пенальті, яку «лаціале» виграли з рахунком 4:1, а Хуан парирував два одинадцятиметрових.
В останній день трансферного вікна, 31 грудня 2012 року, перейшов на правах оренди в «Інтернаціонале». . Тут воротарю так само було визначено місце резервного голкіпера, яке тимчасово звільнилося через травму Луки Кастеллацці. За «Інтер» дебютував 10 березня 2013 року в домашньому матчі проти «Болоньї» (0:1). Цей матч залишився єдиним для голкіпера в тому сезоні.
Влітку 2013 року Каррісо, в якого завершився контракт з «Лаціо», укладав контракт з «Інтером» до літа 2015 року. Проте і надалі аргентинець залишався лише дублюючим воротарем. Наразі встиг відіграти за «нераззуррі» 5 матчів в національному чемпіонаті.

## Виступи за збірну
Дебютував у складі національної збірної Аргентини 18 квітня 2007 року в товариському матчі проти Чилі. Каррісо не був основним воротарем, і лише зрідка грав лише товариських матчах, але 6 вересня 2008 року у відбірковому матчі на Чемпіонат світу з Парагваєм на 14-й хвилині травму отримав Роберто Аббондансьєрі і Каррісо вийшов на заміну. 1 квітня 2009 року захищав ворота Аргентини в відбірковому матчі на Чемпіонат світу зі збірною Болівії, який завершився сенсаційною перемогою болівійців з рахунком 6:1. Це одна з найбільших поразок в історії команди.
У складі збірної був учасником розіграшу Кубка Америки 2007 року у Венесуелі, де разом з командою здобув «срібло», та розіграшу Кубка Америки 2011 року в Аргентині. Проте на жодному з цих турнірів на поле так і не вийшов.
Всього провів у формі головної команди країни 12 матчів, пропустивши 13 голів.

## Статистика виступів

### Статистика клубних виступів
| Сезон                      | Команда                    | Чемпіонат                  | Чемпіонат | Чемпіонат | Кубок | Кубок | Кубок | Єврокубки | Єврокубки | Єврокубки | Інші змагання | Інші змагання | Інші змагання | Усього | Усього |
| Сезон                      | Команда                    | Ліга                       | Ігор      | Голів     | Ліга  | Ігор  | Голів | Ліга      | Ігор      | Голів     | Ліга          | Ігор          | Голів         | Ігор   | Голів  |
| -------------------------- | -------------------------- | -------------------------- | --------- | --------- | ----- | ----- | ----- | --------- | --------- | --------- | ------------- | ------------- | ------------- | ------ | ------ |
| 2004-05                    | «Рівер Плейт»              | ПД                         | 0         | −0        | —     | —     | —     | —         | —         | —         | —             | —             | —             | 0      | −0     |
| 2005-06                    | «Рівер Плейт»              | ПД                         | 6         | −5        | —     | —     | —     | —         | —         | —         | —             | —             | —             | 6      | −5     |
| 2006-07                    | «Рівер Плейт»              | ПД                         | 36        | −31       | —     | —     | —     | —         | —         | —         | —             | —             | —             | 36     | −31    |
| 2007-08                    | «Рівер Плейт»              | ПД                         | 26        | −27       | —     | —     | —     | КЛ        | 8         | −12       | —             | —             | —             | 34     | −39    |
| 2008-09                    | «Лаціо»                    | A                          | 23        | −33       | КІ    | 1     | −1    | —         | —         | —         | —             | —             | —             | 24     | −34    |
| 2009-10                    | «Реал Сарагоса»            | ПД                         | 16        | −29       | CS    | 1     | −0    | —         | —         | —         | —             | —             | —             | 17     | −29    |
| 2010-11                    | «Рівер Плейт»              | ПД                         | 34        | −31       | —     | —     | —     | —         | —         | —         | —             | —             | —             | 34     | −31    |
| Усього за «Рівер Плейт»    | Усього за «Рівер Плейт»    | Усього за «Рівер Плейт»    | 102       | −94       |       |       |       |           | 8         | −12       |               |               |               | 110    | −106   |
| 2011-12                    | «Лаціо»                    | A                          | 2         | −2        | КІ    | 0     | −0    | ЛЄ        | 0         | −0        | —             | —             | —             | 2      | −2     |
| 2011-12                    | «Катанія»                  | A                          | 14        | −16       | КІ    | 0     | −0    | —         | —         | —         | —             | —             | —             | 14     | −16    |
| 2012-13                    | «Лаціо»                    | A                          | 0         | −0        | КІ    | 1     | −1    | ЛЄ        | 0         | −0        | —             | —             | —             | 1      | −1     |
| Усього за «Лаціо»          | Усього за «Лаціо»          | Усього за «Лаціо»          | 25        | −35       |       | 2     | −2    |           | 0         | −0        |               |               |               | 27     | −37    |
| 2012-13                    | «Інтернаціонале»           | A                          | 1         | −1        | КІ    | 0     | −0    | ЛЄ        | —         | —         | —             | —             | —             | 1      | −1     |
| 2013-14                    | «Інтернаціонале»           | A                          | 4         | −7        | КІ    | 2     | −3    | —         | —         | —         | —             | —             | —             | 6      | −10    |
| 2014-15                    | «Інтернаціонале»           | A                          | 0         | −0        | КІ    | 0     | −0    | ЛЄ        | 1         | −0        | —             | —             | —             | 1      | −0     |
| Усього за «Інтернаціонале» | Усього за «Інтернаціонале» | Усього за «Інтернаціонале» | 5         | −8        |       | 2     | −3    |           | 1         | −0        |               |               |               | 8      | −11    |
| Усього за кар'єру          | Усього за кар'єру          | Усього за кар'єру          | 162       | −182      |       | 5     | −5    |           | 9         | −12       |               |               |               | 176    | −9     |

### Статистика виступів за збірну
| Дата       | Місто          | Господарі | Результат | Гості     | Турнір            | Голи | Примітки |
| ---------- | -------------- | --------- | --------- | --------- | ----------------- | ---- | -------- |
| 18-4-2007  | Мендоса        | Аргентина | 0 – 0     | Чилі      | товариський матч  | -    |          |
| 20-8-2008  | Мінськ         | Білорусь  | 0 – 0     | Аргентина | товариський матч  | -    |          |
| 6-9-2008   | Буенос-Айрес   | Аргентина | 1 – 1     | Парагвай  | Відбір до ЧС 2010 | -    |          |
| 10-9-2008  | Ліма           | Перу      | 1 – 1     | Аргентина | Відбір до ЧС 2010 | -1   |          |
| 11-10-2008 | Буенос-Айрес   | Аргентина | 2 – 1     | Уругвай   | Відбір до ЧС 2010 | -1   |          |
| 15-10-2008 | Сантьяго       | Чилі      | 1 – 0     | Аргентина | Відбір до ЧС 2010 | -1   |          |
| 19-11-2008 | Глазго         | Шотландія | 0 – 1     | Аргентина | товариський матч  | -    |          |
| 11-2-2009  | Марсель        | Франція   | 0 – 2     | Аргентина | товариський матч  | -    |          |
| 28-3-2009  | Буенос-Айрес   | Аргентина | 4 – 0     | Венесуела | Відбір до ЧС 2010 | -    |          |
| 1-4-2009   | Ла-Пас         | Болівія   | 6 – 1     | Аргентина | Відбір до ЧС 2010 | -6   |          |
| 20-4-2011  | Мар-дель-Плата | Аргентина | 2 – 2     | Еквадор   | товариський матч  | -2   |          |
| 25-5-2011  | Ресістенсія    | Аргентина | 4 – 2     | Парагвай  | товариський матч  | -2   |          |
| Усього     |                | Матчів    | 12        |           | Голів             | -13  |          |

## Титули і досягнення
- Чемпіон Аргентини (1):

«Рівер Плейт» (Монтевідео): Клаусура 2008
- Володар Кубка Італії (1):

«Лаціо»: 2008-09
- Срібний призер Кубка Америки: 2007